# Saint-Venant
Saint-Venant är en kommun i departementet Pas-de-Calais i regionen Hauts-de-France i norra Frankrike. Kommunen ligger i kantonen Lillers som tillhör arrondissementet Béthune. År 2022 hade Saint-Venant 3 002 invånare.

## Befolkningsutveckling
Antalet invånare i kommunen Saint-Venant
| Referens: INSEE |